# Hội chứng sợ cây
Hội chứng sợ cây (Tiếng Anh:Hylophobia) là bệnh mà người bị bệnh sẽ có cảm giác bất an về gỗ, rừng hoặc cây cối. Nó thường có nguyên nhân là do tiếp xúc với các bộ phim và truyện cổ tích nói về những cái cây đáng sợ khi còn nhỏ.
Nhiều người không thể vượt qua được nỗi sợ này và thậm chí việc đi bộ qua những nơi nhiều cây cối cũng khiến họ phát hoảng. Những người bị bệnh cực kỳ sợ hãi khi chỉ đơn giản là nghĩ đến cây cối hoặc gỗ.